# Michel Bury
Michel Bury, född 28 februari 1952 i Ingwiller, är en fransk före detta sportskytt.
Bury blev olympisk silvermedaljör i gevär vid sommarspelen 1984 i Los Angeles.